# Georg Prahl Harbitz

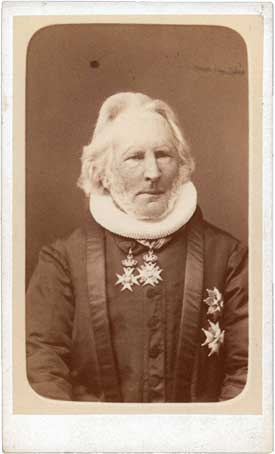
Georg Prahl Harbitz

Georg Harbitz, im Kirchenbuch Jørgen Prahl Harbitz, (* 26. Juni 1802 in Haus (heute Osterøy); † 22. November 1889 in Abbediengen in Aker) war ein norwegischer Pfarrer und Präsident des Stortings.
Seine Eltern waren der Gastwirt Niels Harbitz (1742–1810) und seine Frau Elisabeth Christine Ibsen. Am 23. Februar heiratete er Maren Mariken Hof (2. Februar 1806–20. Dezember 1839), Tochter des Bauern Ingebret Larsen Hof und dessen Frau Ingeborg Martine Torgersdatter Blinderen. Nach ihrem Tod blieb er Witwer.

## Jugend
Harbitz wuchs in einer Gastwirtschaft in Haus auf Osterøy auf. Mit 11 Jahren kam er an die Realschule in Bergen. Diese konnte er nur mit finanzieller Unterstützung der Familie Prahl beenden, weshalb er Prahl als Mittelnamen annahm. Eigentlich sollte er Kaufmann werden, aber der Konrektor der Realschule fand, dass er mehr für theoretische Aufgaben geeignet sei, und sorgte für einen Wechsel in die Kathedralschule. 1821 kam er an die Universität.

## Laufbahn

### Kirchliche Laufbahn
1825 legte er das theologische Examen ab. Ein Jahr später wurde er bereits Pfarrer in Askvoll, denn es herrschte ein Mangel am´n Geistlichen. 13 Jahre später war er von 1839 bis 1847 Pfarrer von Slidre im Oppland. Außerdem wurde er zu dieser Zeit zum Garnisonspfarrer von Akershus ernannt, übernahm aber das Amt nicht, da seine Stortingstätigkeit bei der streng konservativen Gemeinde auf Widerstand stieß. Ab 1848 war er Pfarrer des abgetrennten Vestre Slidre, bis er 1852 die Pfarrei Nøtterøy erhielt. 1878 wurde er pensioniert.

### Politische Laufbahn
Harbitz saß in allen 15 Stortingsperioden von 1836 bis 1869. Bis 1839 war er Delegierter für Nordre Bergenhus Amt, 1842–1851 für Kristians Amt und 1854–1869 für Jarlsberg und Larvigs Amt. Von 1848 bis 1869 war er Präsident des Stortings. Er wechselte sich dabei erst mit Halvor Christensen, dann mit Hans Aall ab.

## Politik
Harbitz stand der Bauernopposition unter Ole Gabriel Ueland sehr nahe. Er setzte sich für die kommunale Selbstverwaltung ein und hatte eine klare nationale Haltung. Im norwegisch-schwedischen Flaggenstreit protestierte er gegen die Abbildung des norwegischen Staatswappens auf schwedischen Münzen. Aber im Laufe der Zeit wurde der Wille zum Ausgleich und Kompromiss mehr und mehr zum Kennzeichen seiner Politik. Er wurde auch allmählich konservativer. Er stimmte gegen die Zulassung der Staatsräte zu den Stortingsversammlungen. Er war auch gegen die jährliche Einberufung des Stortings und gegen die Ausweitung des Stimmrechts. Zusammen mit anderen moderaten Beamten und Akademikern versuchte er immer wieder, Brücken zwischen Regierung und der oppositionellen Stortingsmehrheit zu bauen. Trotz seiner zunehmend konservativen Einstellung konnte er durch das Ansehen, das er auch bei der Bauernopposition genoss, die guten Beziehungen zu den Führern der Bauernopposition, besonders zu Ueland, halten. Wenn es ihm immer wieder gelang, die Bauernopposition von ihrer rigorosen Sparpolitik abzubringen, so ist dies mehr auf seine persönlichen Kontakte als auf seine Reden im Storting zurückzuführen. Als auf Druck der Schweden Karl IV. sein Veto gegen den Stortingsbeschluss, das schwedische Statthalteramt in Norwegen aufzuheben, einlegte, wurde er Vorsitzender des daraufhin eingesetzten Sonderausschusses. Ihm gelang es, einen Weg aus dieser Krise zu finden, bei dem beide Seiten ihr Gesicht wahren konnten.
Als Schweden die Unionsakte revidieren wollte und eine engere Anbindung Norwegens anstrebte, brachte er zusammen mit Johan Sverdrup einen Entwurf ein, der auf Selbständigkeit und absolute Gleichberechtigung in allen Sachen, die nicht Angelegenheiten der Union waren, bestand. Gemeinsam mit Ueland weigerte er sich zunächst im neuen Unionsausschuss mitzuarbeiten. Sie ließen sich aber dann doch beide umstimmen. Er trat aber alsbald wieder aus der Kommission aus.

## Lebensende
Nach der Pensionierung als Pfarrer zog Harbritz zu seinem zweitältesten Sohn Gottfried nach Abbediengen, wo er 1889 starb. Nach seinem Wunsch wurde er an der Seite seiner Frau auf dem Friedhof in Askvoll begraben.

## Ehrungen
Harbitz wurde 1851 zum Ritter des St.-Olav-Ordens ernannt, erhielt 1857 das Kommandeurskreuz und 1864 das Großkreuz. Im gleichen Jahr erhielt er das Großkreuz des schwedischen Nordstern-Ordens. 1891 wurde in Oslo die „President Harbitz' gate“ nach ihm benannt.